# محمد هلال بن علی

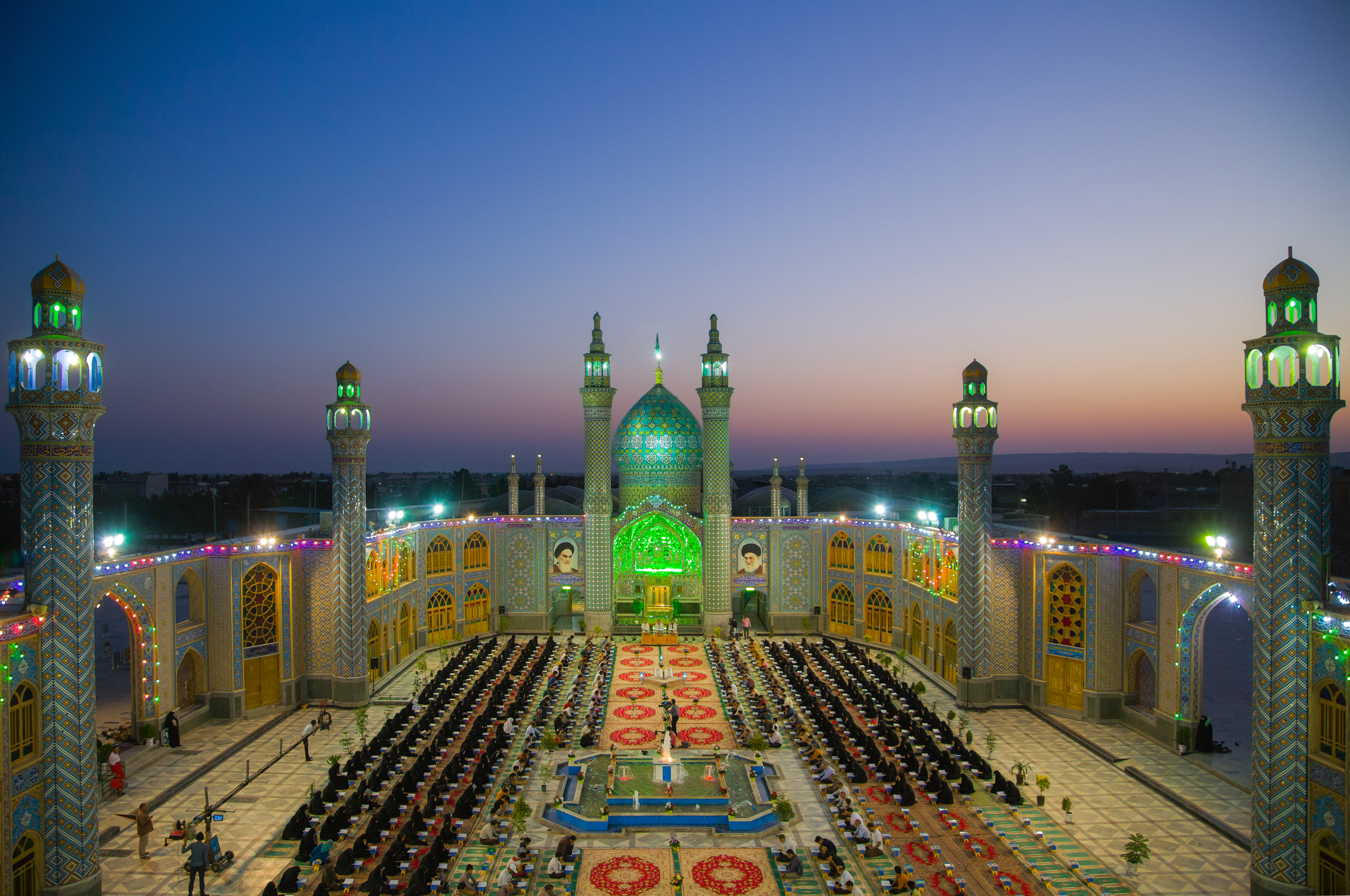
محمد هلال بن علی

محمّد اوسط مشهور به هلال بن علی و محمد هلال، (۱۴–۶۴ ه‍. ق)، فرزند بلافصل علی بن ابیطالب می‌باشد. وی در شهرستان آران و بیدگل مدفون است.

## زندگی
او در شب اول ماه رمضان سال ۱۴ ه‍.ق در مدینه به دنیا آمد و در ۲۸ رمضان سال ۶۴ ه‍.ق درگذشت و در محل فعلی امامزاده هلال بن علی واقع در شهر آران و بیدگل به خاک سپرده شد.

## تبار و نام‌گذاری
محمد هلال، فرزند بلافصل علی بن ابی‌طالب و امامه بنت زینب می‌باشد. امامه بنت زینب ثمره ازدواج ابوالعاص بن ربیع و زینب بوده که زینب نیز یکی از دختران محمد است.
پس از درگذشت فاطمه زهرا، بنابر وصیتش، علی بن ابی‌طالب، امامه را برای سرپرستی فرزندانش به عقد خود درآورد؛ بنابراین نسب محمد هلال از طرف مادر با دو واسطه به محمد می‌رسد.
سبب نامگذاری وی به خاطر تشبیه چهره‌اش به ماه نو است که پدرش در شب ولادتش اینگونه گفته‌است:
اَلحَمدُلِله هذا هِلالً وَجهُهُ یعنی شکر خدای را که فرزندی به ما کرامت نموده که رویش همچون ماه است.
به همین مناسبت او را محمد هلال (به فارسی محمد ماه روی) نام نهادند و به هلال علی شهرت یافت.

## هجرت و مرگ

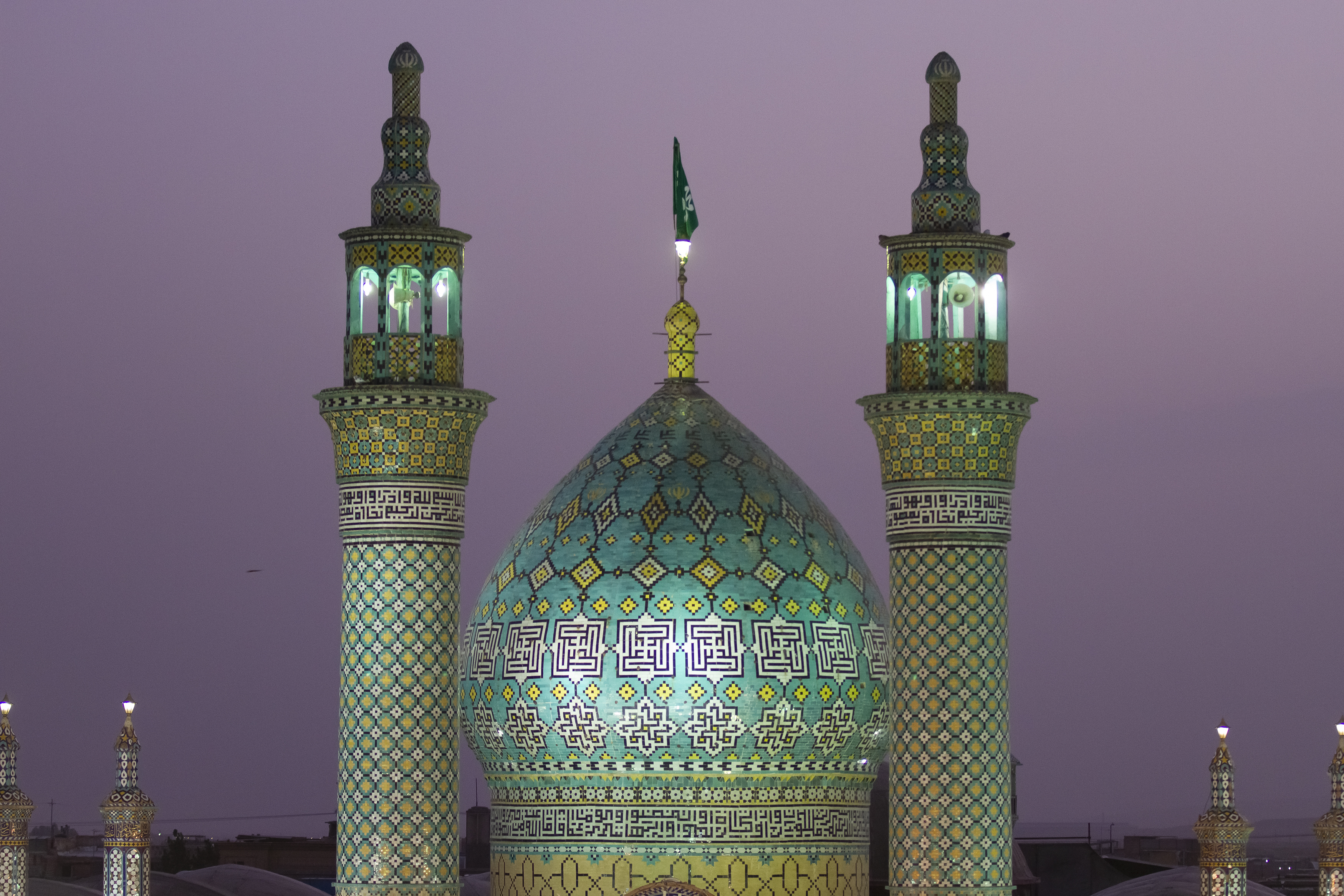
گنبد و مناره بنای امامزاده هلال بن علی در شهرستان آران و بیدگل واقع در استان اصفهان، ایران

بعد از واقعه عاشورا در سال ۶۱ ه‍.ق زمانی که هلال بن علی و برادرش عون در طائف بودند، خبر کشته شدن حسین بن علی و یارانش به آن‌ها رسید.
آن‌ها پس چند روز سوگواری به سوی خراسان روانه شدند و پس از ورودشان در طوس اقامت گزیدند. حاکم وقت طوس قیس بن مره، در آن زمان به طائف و بطحا رفته بود و مغیره (پسر عمویش) را جانشین خود قرار داده بود.
زمانی که مغیره از ورود هلال بن علی و برادرش و گرد آمدن شیعیان دور آن‌ها مطلع شد، قیس بن مره را از این جریان آگاه ساخت. او بلافاصله خود را به طوس رساند، لشکری مهیا ساخت و مغیره را به فرماندهی سپاهی دیگر نصب کرد و با آن دو و یارانشان به نبرد پرداخت. در این نبرد عون بن علی کشته شد.
شبانگاه، وقتی محمد هلال از کشته شدن برادرش مطلع شد با کثرت سپاه مقابل و کمی یارانش چاره در آن دید که شبانه طوس را ترک و به نقطه‌ای دیگر مهاجرت کند.
وی پس از چند شب و روز راهپیمایی و ماندن در مکان‌های مختلف به حوالی قم رسید و نام آن مکان را پرسید. کشاورزان در جواب گفتند:

«ای جوان! امروز چند وقت است که در شهر قم مصیبت است؛ زیرا که خبر آمده که امام حسین را در کربلا شهید کردند و سر او را با سرهای شهدا به دمشق بردند، امروز در قم کسی نیست که به مصیبت گرفتار نباشد و دیگر خبر آمده که محمد اشعث با شش هزار نابکار به قم می‌آید و این مصیبت بدتر است که اهل قم همه شیعه‌اند و هرکس اسم علی را می‌برد، او را به قتل می‌رسانند.»
محمد هلال پس از شنیدن این خبر به کاشان عازم شد تا به احمدآباد کویر و پس از آن به نوش‌آباد رسید. در آنجا پیرمردی از وی پذیرایی کرد و سپس او به طرف آران و بیدگل حرکت نمود تا هنگام غروب بود که نزدیک حصاری رسید، و از کشاورزان نام محل را پرسید. گفتند:

 «این مزرعه را آرام دشت می‌خوانند.»
از میان آنان پیرمردی که «بابایعقوب» نام داشت که ۲۰۰ سال عمر داشت و بارها به حضور محمد رسیده بود و پیرو علی بن ابی‌طالب بود، به وی خوش آمد گفت و از او پذیرایی کرد.محمد هلال در آن جا اقامت گزید و بارها به بابایعقوب گفت: 
«ای یعقوب! تا از طائف بیرون آمده‌ام، دلم آرام نگرفت در هیچ جا، تا بدین جا آمده‌ام دلم آرام گرفت و در این مدت از هیچ‌کس مهر و محبت ندیدم، تا این زمان از مهربانی تو دلم آرام گرفت.»
وی سه سال در آران و بیدگل بود و در آنجا به عبادت و وعظ و ارشاد دوستان و شیعیان مشغول بود. سرانجام محمد هلال در شب جمعه آخر ماه رمضان سال ۶۴ ه‍.ق درگذشت. بابایعقوب و فرزندانش، او را غسل و کفن نموده و پس از خواندن نماز میت، پیکرش را در امامزاده هلال بن علی که زیارتگاه اوست به خاک سپردند.

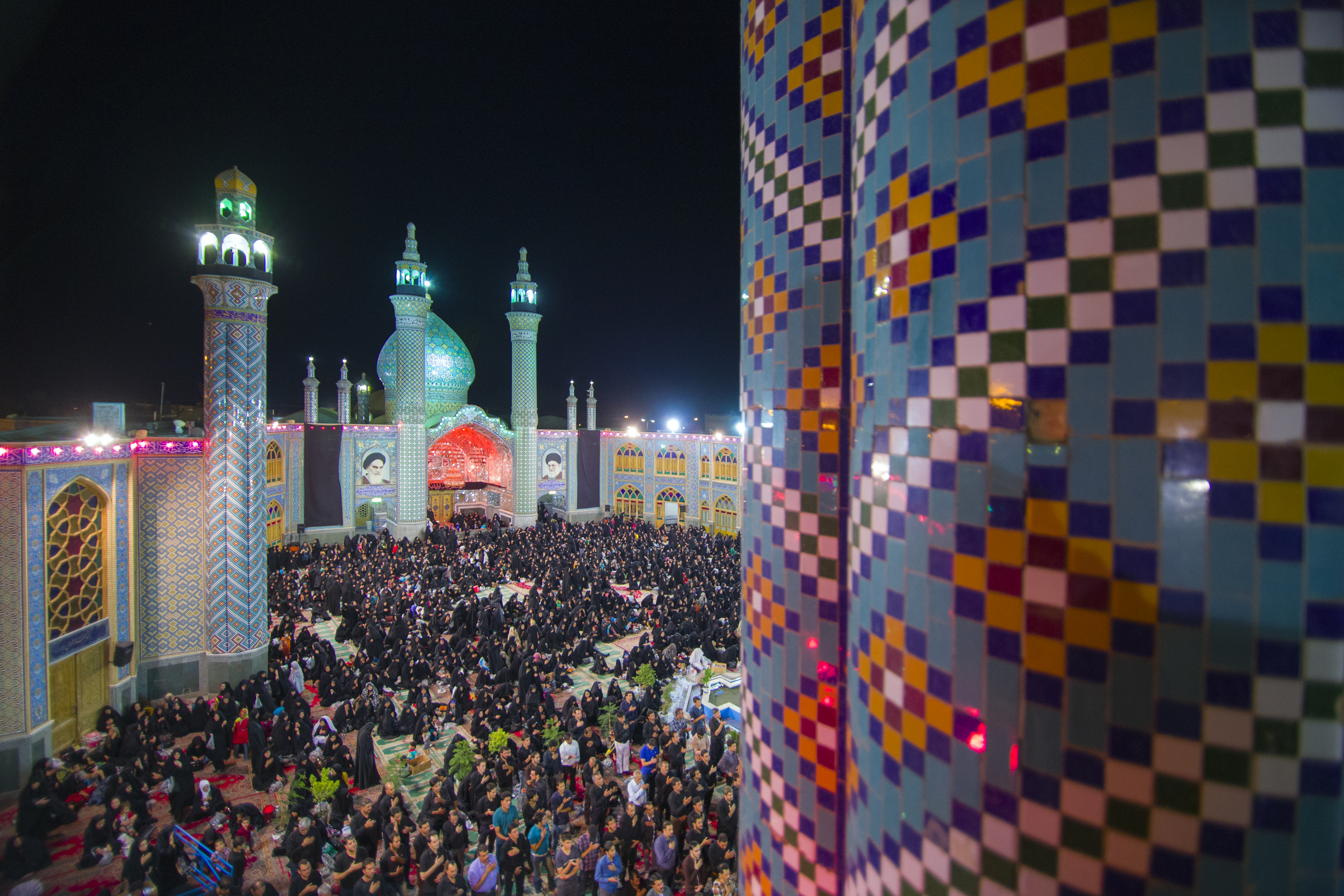
آرامگاه هلال بن علی در شهرستان آران و بیدگل

پس از سه روز بابایعقوب نیز فوت نموده و بنا به وصیتش نیمی از املاکش را وقف محمد هلال کردند و پیکرش را در پایین قبر هلال بن علی به خاک سپردند.

## همایش ملی محمد هلال
نخستین همایش ملی محمد هلال بن علی با سخنرانی جعفر سبحانی، ۶ خرداد ماه ۱۳۹۵ خورشیدی در قم آغاز و در امامزاده محمد هلال بن علی شهرستان آران و بیدگل پایان یافت.
در این همایش از بین ۳۰۰ اثر ارسال شده (از جمله کتاب، داستان و شعر) به دبیرخانه کنگره، مقالات برگزیده در قالب یک کتاب در قم چاپ و منتشر گردید.

## نگارخانه

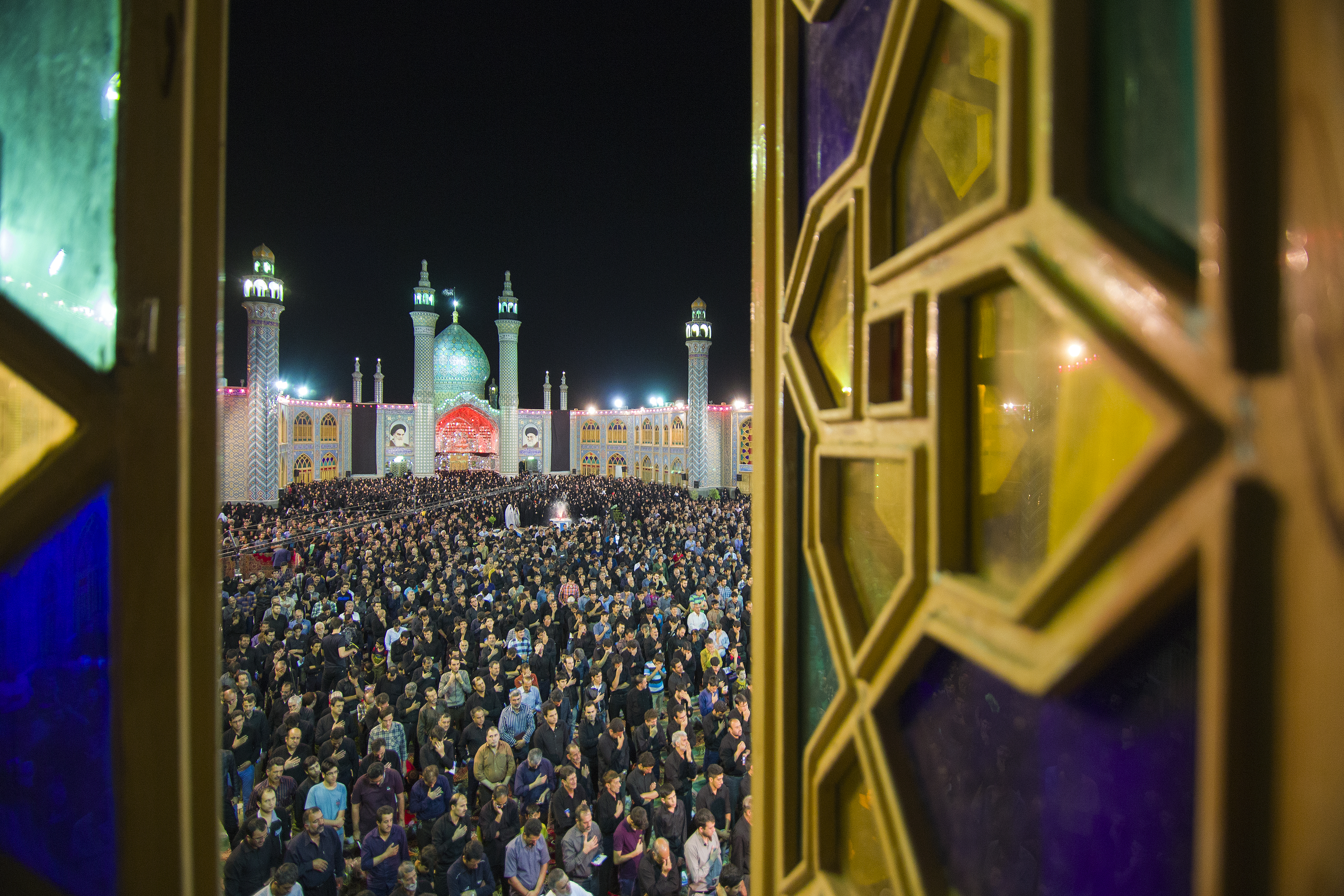
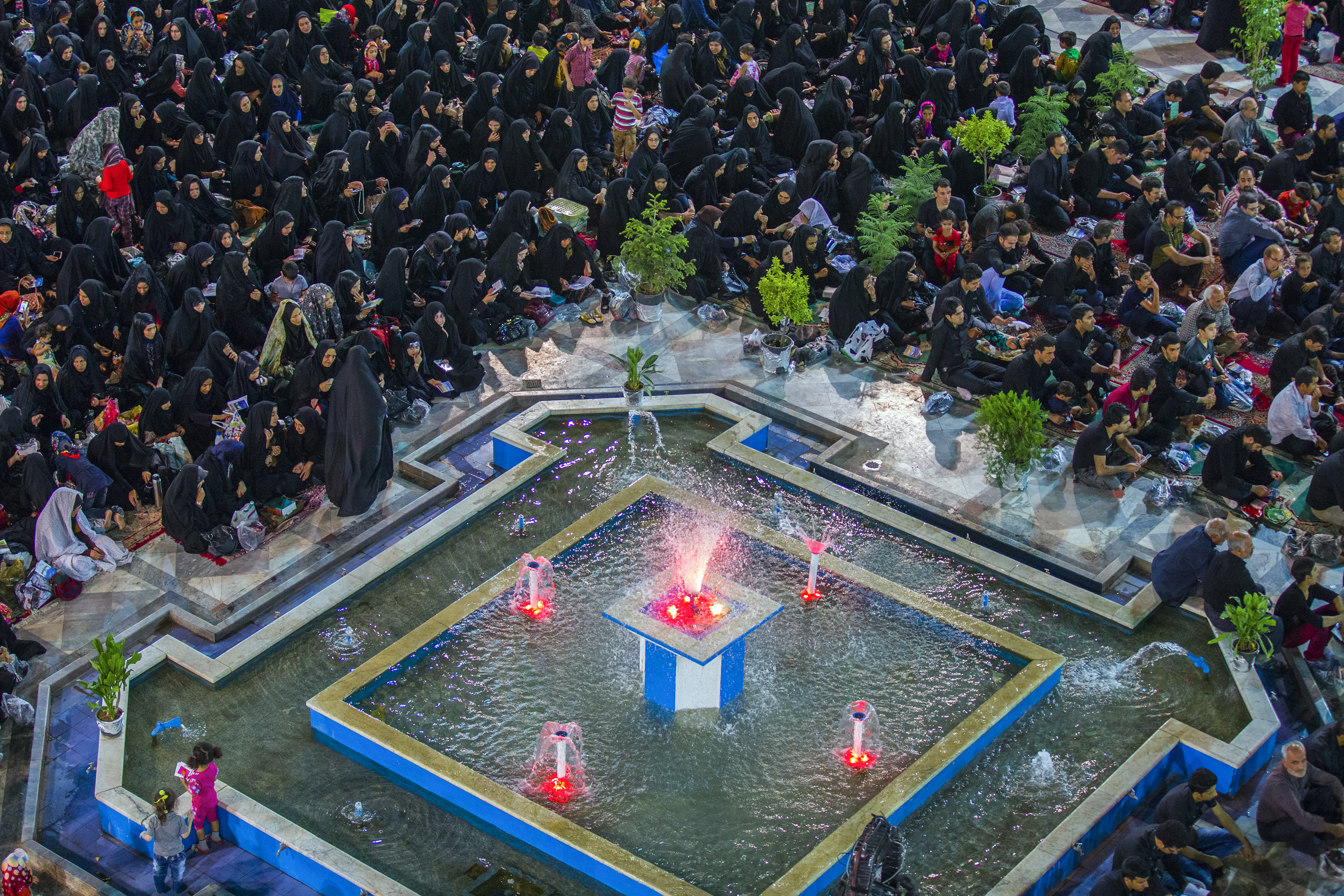
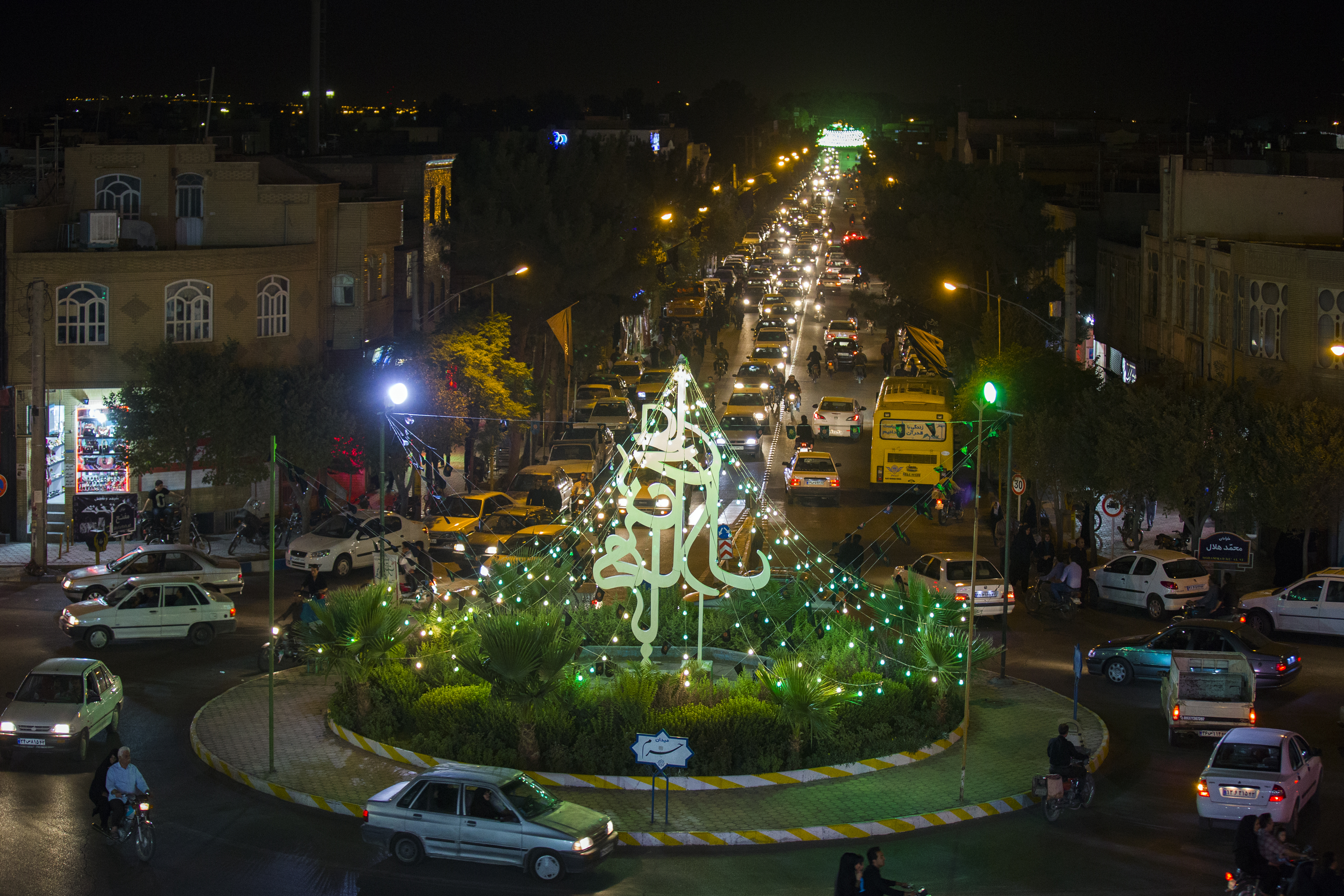
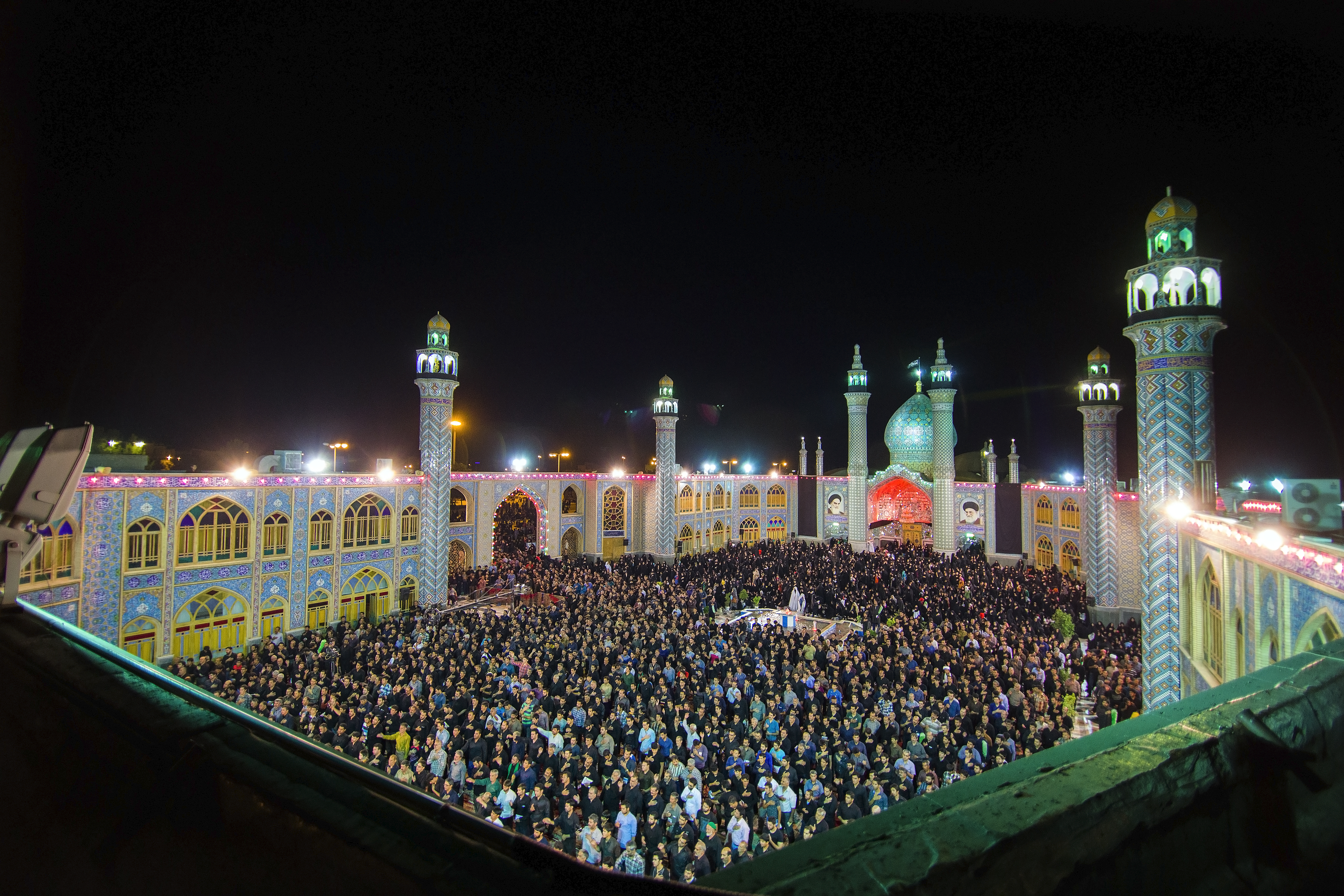
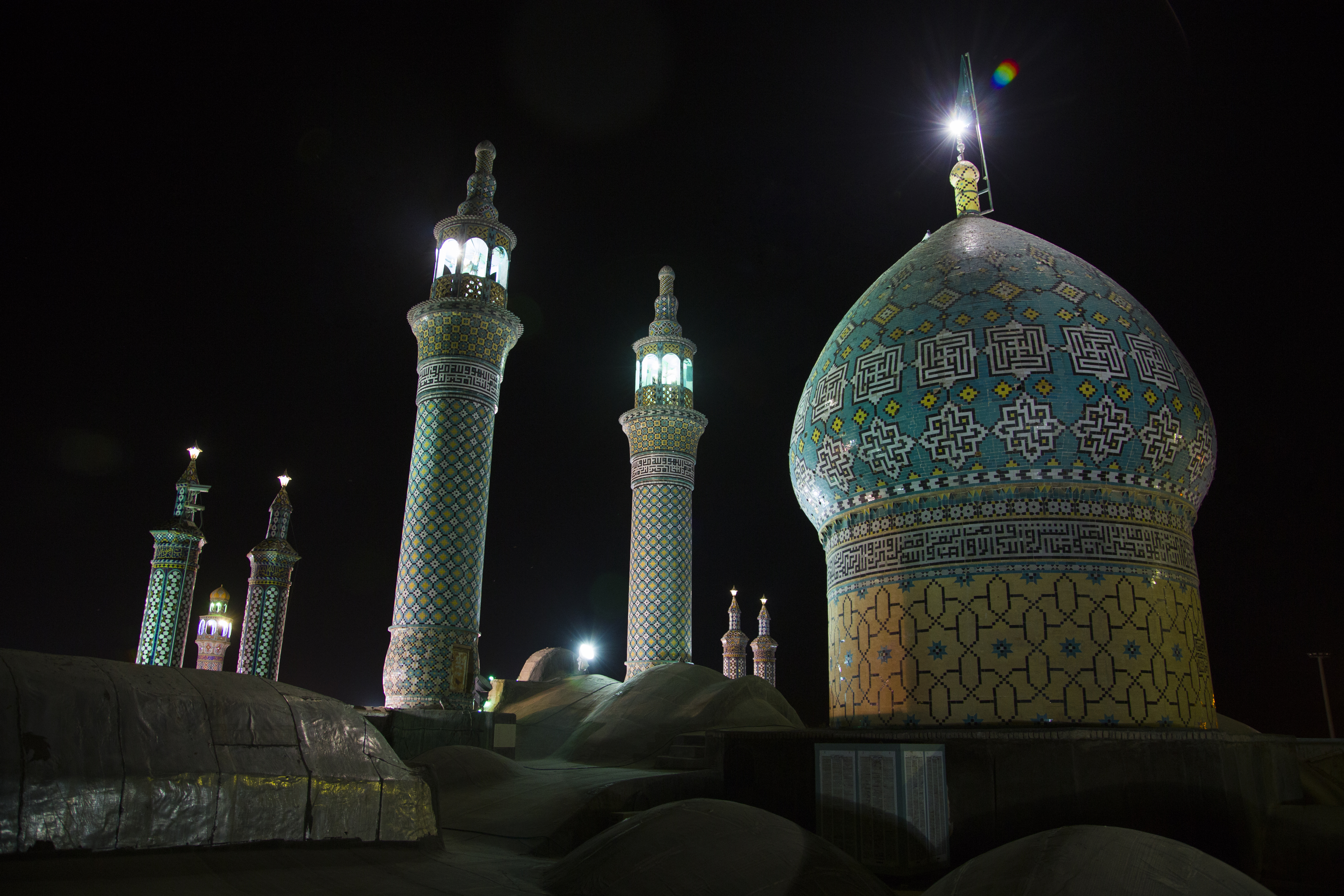
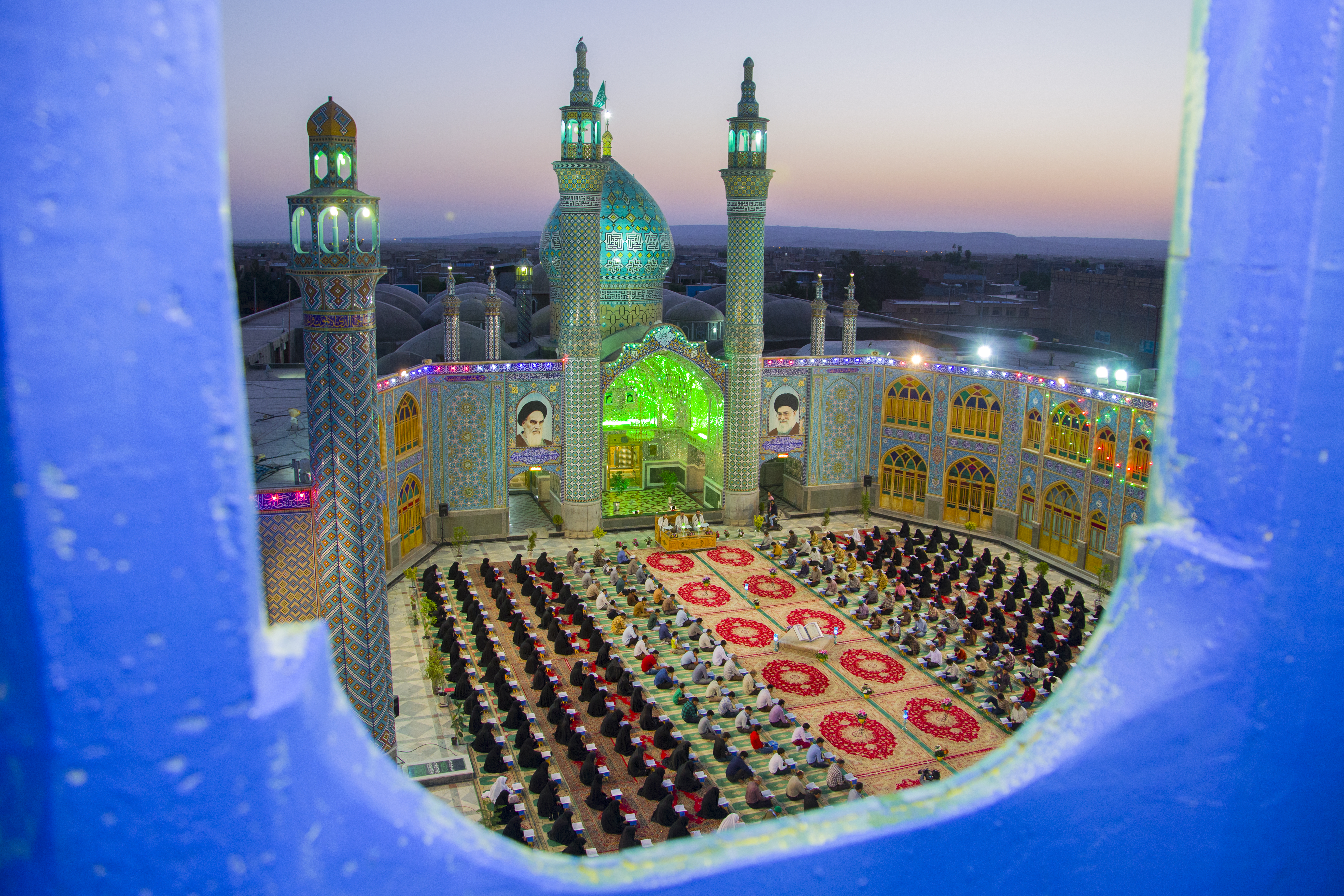